# Morvār
Morvār (persiska: مروار) är en ort i Iran.   Den ligger i provinsen Markazi, i den centrala delen av landet, 300 km sydväst om huvudstaden Teheran. Morvār ligger 2 070 meter över havet och antalet invånare är 216.
Terrängen runt Morvār är huvudsakligen kuperad, men åt nordost är den platt.Runt Morvār är det ganska tätbefolkat, med 139 invånare per kvadratkilometer. Närmaste större samhälle är Hendūdūr, 8,4 km nordost om Morvār. Trakten runt Morvār består i huvudsak av gräsmarker.